# Feldbahn Twer
| Feldbahn Twer                  | Feldbahn Twer       |
| ------------------------------ | ------------------- |
| Diesellokomotive ТУ7А – № 1703 |                     |
| Streckennetz (Stand 2013)      |                     |
| Streckenlänge:                 | 9 km                |
| Spurweite:                     | 750 mm (Schmalspur) |
| Streckengeschwindigkeit:       | 30 km/h             |
|                                |                     |

Die Feldbahn Twer (russisch Узкоколейная железная дорога Тверского комбината строительных материалов №2 Uskokoleinaja schelesnaja doroga Twerskowo kombinata stroitelnych materialow №2) ist eine Feldbahn der Baustofffabrik KSM-№2 in der russischen Oblast Twer.

## Geschichte
Der erste Streckenabschnitt der 9 km langen Schmalspurbahn mit einer Spurweite 750 mm wurde 1951 in Betrieb genommen. Die Feldbahn verbindet eine Sandgrube beim Dorf Staraja Konstantinowka mit der Ziegelei und Baustofffabrik KSM-№2 in Twer (russisch Комбинат строительных материалов №2; auch КСМ-№2). Sie dient der Beförderung von Sand aus der Sandgrube zur Ziegelei.
In der Baustofffabrik sind die Gleise mit einer Oberleitung versehen.

## Fahrzeuge

### Diesellokomotiven
- ТУ7 – № 1231, 1703, 3155, 3215
- ТУ6А – № 0635
- ТУ6Д – № 0037
- ТУ8П – № 0001

### Elektrolokomotiven
- Elektrolokomotive K14m – № 091

### Wagen
- Seitenkippwagen

## Fotos

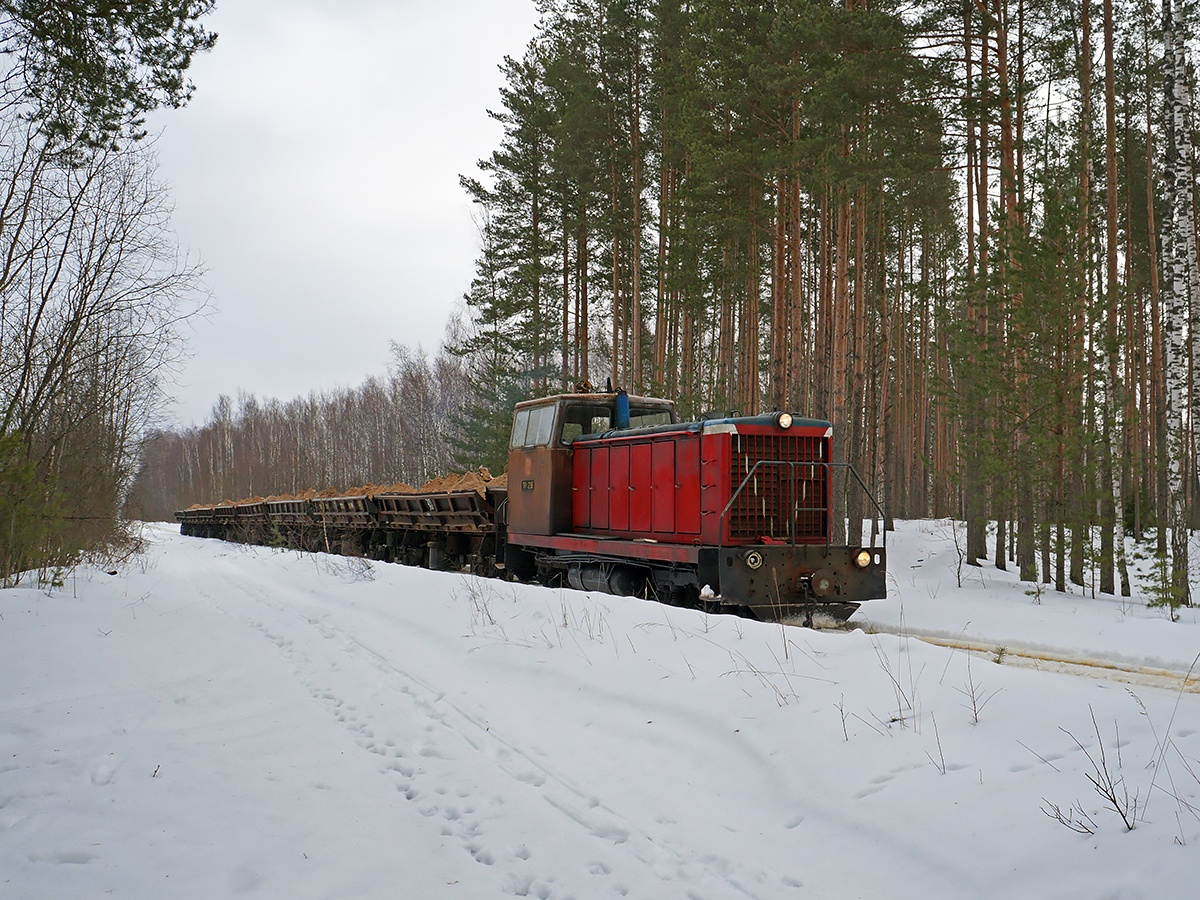
Diesellokomotive ТУ7 – № 1231 mit Güterzug
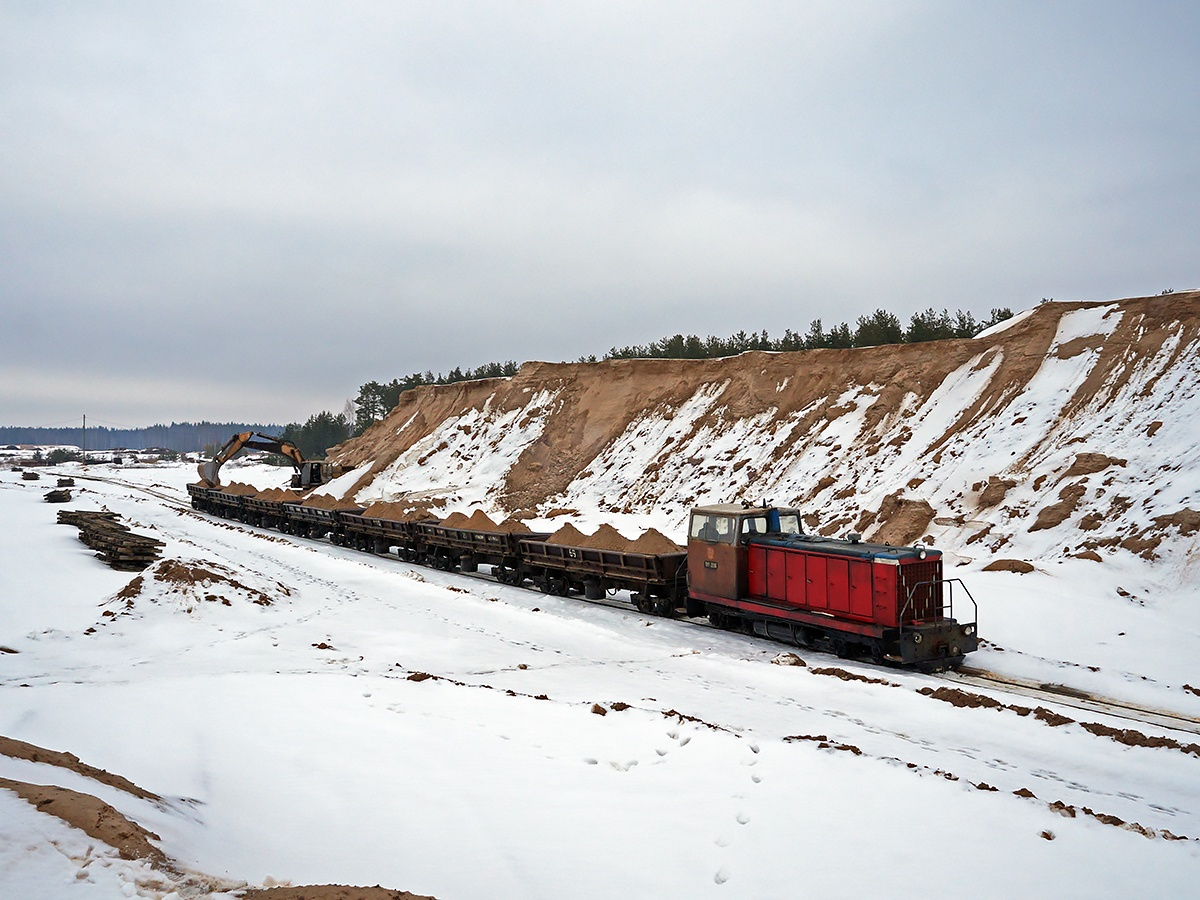
Diesellokomotive ТУ7 – № 1231 mit Güterzug
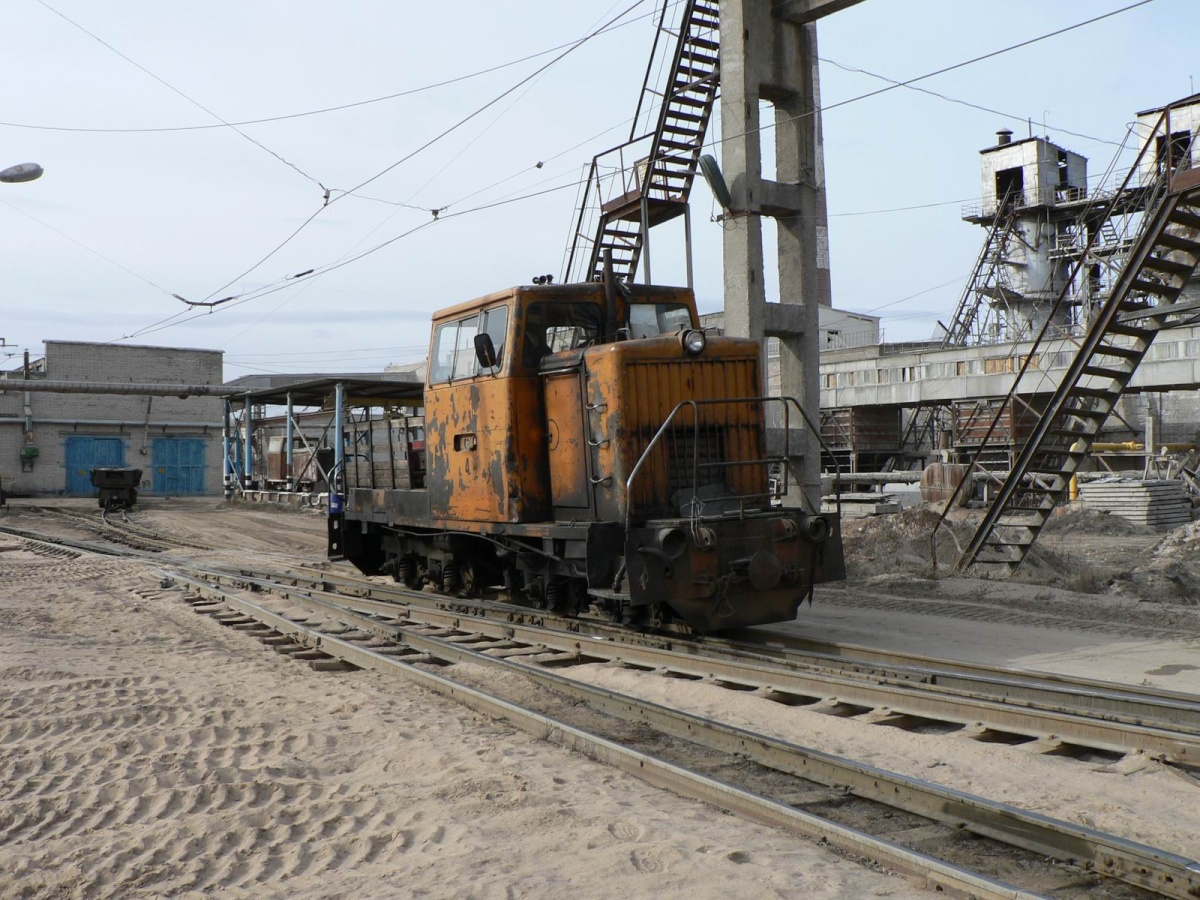
Diesellokomotive ТУ6Д – № 0037
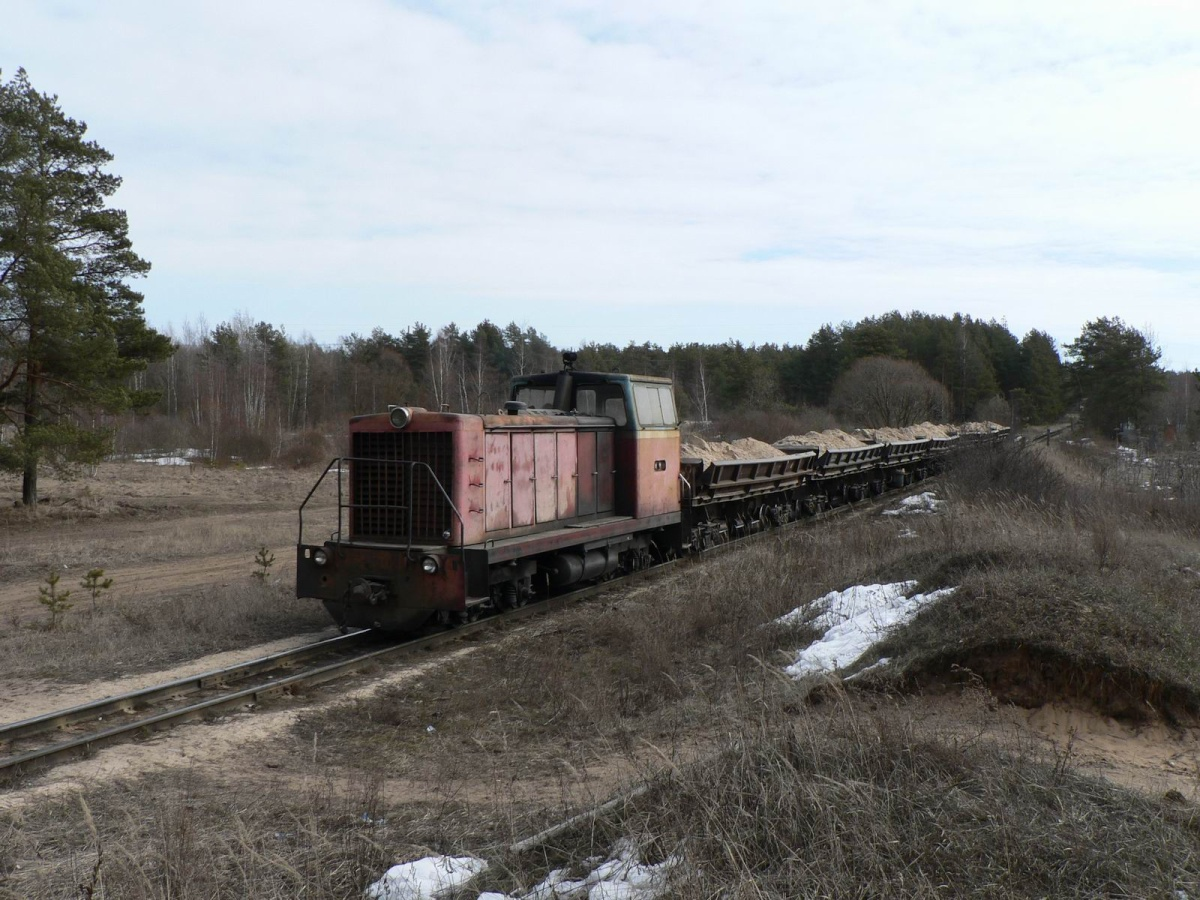
ТУ7 – № 1703 mit Güterzug
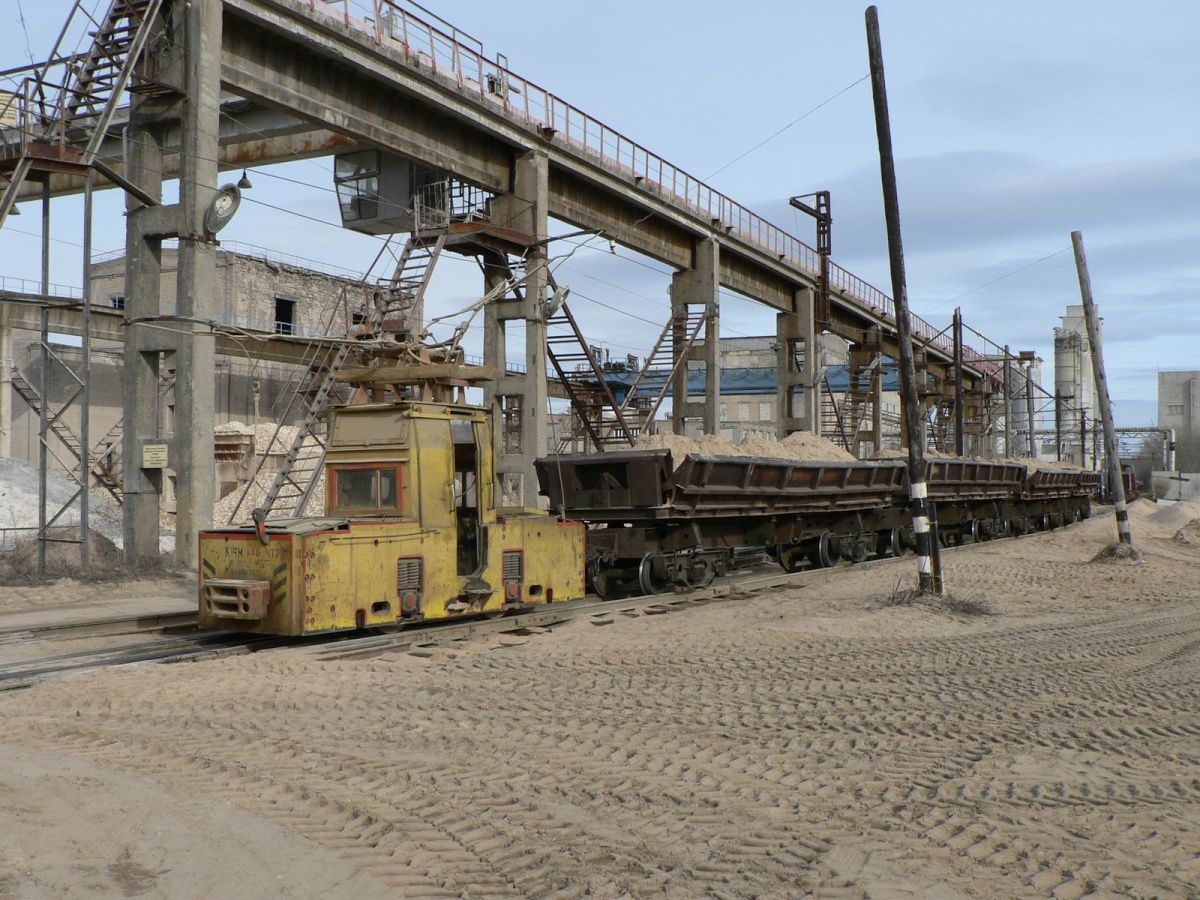
Elektrolokomotive K14m – № 091 mit Güterzug